# Euxesta spoliata
Euxesta spoliata är en tvåvingeart som beskrevs av Friedrich Hermann Loew 1858.
Euxesta spoliata ingår i släktet Euxesta och familjen fläckflugor. Inga underarter finns listade i Catalogue of Life.